# Accord de libre-échange entre la Chine et l'Équateur
L'accord de libre-échange entre la Chine et l'Équateur est un accord de libre-échange signé le 10 mai 2023. 

## Histoire
La négociation de l'accord s'est terminée en décembre 2022 ou en janvier 2023.

## Contenu
L'accord vise une réduction de 99,6 % des droits de douane entre les deux pays, avec des baisses de droits de douane étalées sur 5 à 10 ans pour certains produits. L'accord inclut un grand nombre de produits agricoles comme les crevettes, le cacao, les fleurs, les bananes ou encore le café. L'accord exclut certaines type de produits comme le textile, les chaussures ou encore les céramiques.